# Halle aux grains de Sées
La halle aux grains est un édifice situé à Sées, en France.

## Localisation
Le monument est situé dans le département français de l'Orne, à Sées.

## Historique
L'édifice est daté de 1833-1836.
L'édifice est inscrit au titre des monuments historiques depuis le 6 mars 1980.
Il accueille la médiathèque de la ville à partir des années 1980. Après des travaux débutés en mars 2016 de consolidation, de réhabilitation et d'aménagement la médiathèque ouvre à nouveau le 7 novembre 2017, opérations d'un montant de 2,85 millions d'euros dont un million d'euros de subventions.